# Origen (álbum de Espina)
Origen es el primer álbum de estudio del grupo mexicano Espina, grabado en el 2015. Y publicado oficialmente y presentado en enero de 2016. Se trata de un disco interpretado en español y producido por José Pastas Padillas en Antiqua Recordings que explora géneros musicales como rock, metal, y hard rock.

El disco fue lanzado con los sencillos Sed, Más & Animal (2016 y 2017).

## Canciones
Este disco consta de 12 temas originales.
| N.º | Título         | Duración |  |
| 1.  | «Alison»       | 6:14     |  |
| 2.  | «Sed»          | 5:08     |  |
| 3.  | «Lejos»        | 3:47     |  |
| 4.  | «Cicatriz»     | 4:53     |  |
| 5.  | «Sueño Infiel» | 5:48     |  |
| 6.  | «Sobrevivir»   | 4:11     |  |
| 7.  | «Sálvame»      | 6:11     |  |
| 8.  | «Ayer»         | 3:43     |  |
| 9.  | «Abismos»      | 4:43     |  |
| 10. | «Animal»       | 5:43     |  |
| 11. | «Nueva Era»    | 5:16     |  |
| 12. | «Más»          | 5:08     |  |

## Créditos de producción
- Hector Carrión, José Pastas Padilla y Fernando Nuñez en la colaboración de la producción.[2]